# Literatura lésbica
A literatura lésbica ou sáfica inclui obras tanto de autoras de orientação sexual lésbica ou sáfica, como também histórias em cujo conteúdo se encontram situações lésbicas, criadas por autores heterossexuais. As autoras lésbicas que não tratam da temática lésbica em suas obras são também consideradas parte desse grupo literário. Caso contrário são aquelas obras de escritores heterossexuais que só tratam do lesbianismo em segundo plano dentro da história, não sendo considerados suficientemente importantes para serem incluídas nessa categoria.
As obras fundamentais da literatura lésbica se encontram na poesia de Safo (falecida em 580 a.C.) A produção contemporânea desse tópico está centrada ao redor de pequenas editoras exclusivamente lésbicas, bem como em meios lésbicos online.

## Poesia lésbica
- Safo
- H.D.
- Giannina Braschi
- Natalie Clifford Barney
- Renée Vivien
- Condessa Anna de Noailles
- Amy Lowell
- Elizabeth Bishop
- Mary Dorcey
- Carol Ann Duffy
- Michael Field
- Audre Lorde
- Edna St Vincent Millay
- Cherríe Moraga
- Eileen Myles
- Sophia Parnok
- Michelle Tea
- Adrienne Rich
- Marilyn Hacker
- Robin Becker
- Mary Oliver
- Pat Parker
- Chrystos
- Kay Ryan
- Monique Wittig
- Judy Grahn
- Otep Shamaya

## Revistas lésbicas
Existem e existiram inúmeras revistas de temática lésbica no mundo. 
No Brasil, destaca a Revista Um Outro Olhar, da Rede de Informação Um Outro Olhar, a mais antiga organização de defesa dos direitos de mulheres lésbicas no país.
Em Portugal, podemos citar revistas como Lesbiana, LILÁS, Organa e Zona Livre, criadas a partir da década de 1990.

## Dramaturgia lésbica
No Brasil existe pouca produção voltada para a temática lésbica, destacando-se "As Sereias da Rive Gauche", de Vange Leonel, e "Trilogia Lésbica", coletânea de textos de Ronaldo Ventura; este autor também adaptou para o teatro, o romance lésbico "Poço da Solidão" de Radclyffe Hall, com o nome de "A Guerra de Stephen".
Existe uma nova ferramenta voltada para a literatura Lésbica chamado Projeto Lettera (Ver referência no final da página "Ficção Lésbica" em "ligações externas"), que vem fazendo bastante sucesso entre as leitoras e consolidando-se numa como meio para que escritoras profissionais e iniciantes possam divulgar seus trabalhos.